# Villa Galante
Die Villa Galante ist ein Landhaus aus dem 18. Jahrhundert in San Giorgio a Cremano in der italienischen Region Kampanien. Es liegt im Gebiet der Miglio d’oro, in der Via Bruno Buozzi, 17.

## Beschreibung
Obwohl die Villa wiederholt Restaurierungsarbeiten unterzogen wurde, trägt sie noch die für das 18. Jahrhundert typischen Stilelemente.
An der Fassade des dreistöckigen Hauses finden sich noch Spuren der barocken Stuckarbeiten, die Balkone tragen schmiedeeiserne Geländer und die Fenster zur Straße sind von Voluten und Kartuschen gerahmt. Im Inneren findet sich im Atrium eine Blocktreppe auf Bögen. Durch das Atrium gelangt man in den Innenhof. Die Exedra, die den Innenhof abschließt, hat einen leeren, runden Raum, in dessen Mitte sich nach der Aussage von Glejeses ursprünglich eine Statue des segnenden Heiligen Januarius befand, der in einer Hand ein Wappen hielt, auf dem zwei Menagen dargestellt waren.